# Magyarország és Dél-Korea kapcsolatai
A Magyarország és a Koreai Köztársaság közötti viszony (hangul: 헝가리·한국 관계, honggari-hanguk kvangje, handzsa: 헝가리·韓國 關係, RR: heonggari-hangguk gwangye) a Magyarország és Dél-Korea közötti diplomáciai kapcsolatokat jelöli. A két nép között 1892 óta, a két ország között hivatalosan csak 1989 óta van kapcsolat, mivel a Koreai Köztársaság 1948. augusztusi kikiáltását az akkori magyar kormány szovjet mintára nem ismerte el, hanem a szocialista Észak-Koreát tekintette Korea jogutódjának. A diplomáciai kapcsolatok felvételekor is még két, egymással ellenséges katonai szövetségekhez tartoztak.

## Története a szocializmus idején
1956-ban, a magyar forradalom hírére Li Szin Man (Syngman Rhee) akkori dél-koreai vezető támogatást akart küldeni a felkelőknek, és egy világméretű kommunistaellenes háborút szorgalmazott.
1982-től a Magyar Szocialista Munkáspárt legfelsőbb vezetése elkezdett élénken foglalkozni a magyar–dél-koreai kapcsolatokkal. Napirendi téma volt, hogy Magyar Népköztársaság képviseltesse-e magát a Szöulban 1983 októberében tartandó Interparlamentáris Unió 70. közgyűlésén. Észak-Korea heves tiltakozását fejezte ki ezzel kapcsolatban, és bojkottra szólította fel a szocialista országokat.
Az akkori magyar kormány végül úgy döntött, részt vesz az ülésen, de amikor 1983. szeptember 1-jén véletlenül lelőttek egy szovjet légtérbe tévedt dél-koreai utasszállítót, és emiatt Dél-Koreában szovjetellenes hangulat alakult ki, a magyar vezetés elállt a látogatástól.
Pak Csholun (Park Chul-un) dél-koreai elnöki politikai tanácsadó július 5-én Budapestre látogatott, majd Grósz Károly akkori magyar kormányfő látogatást tett Szöul (Seoul)ban. Az újabb észak-koreai bojkott ellenére Magyarország részt vett sok másik szocialista állammal együtt az 1988-as szöuli olimpiai játékokon is.

## Története a rendszerváltás után

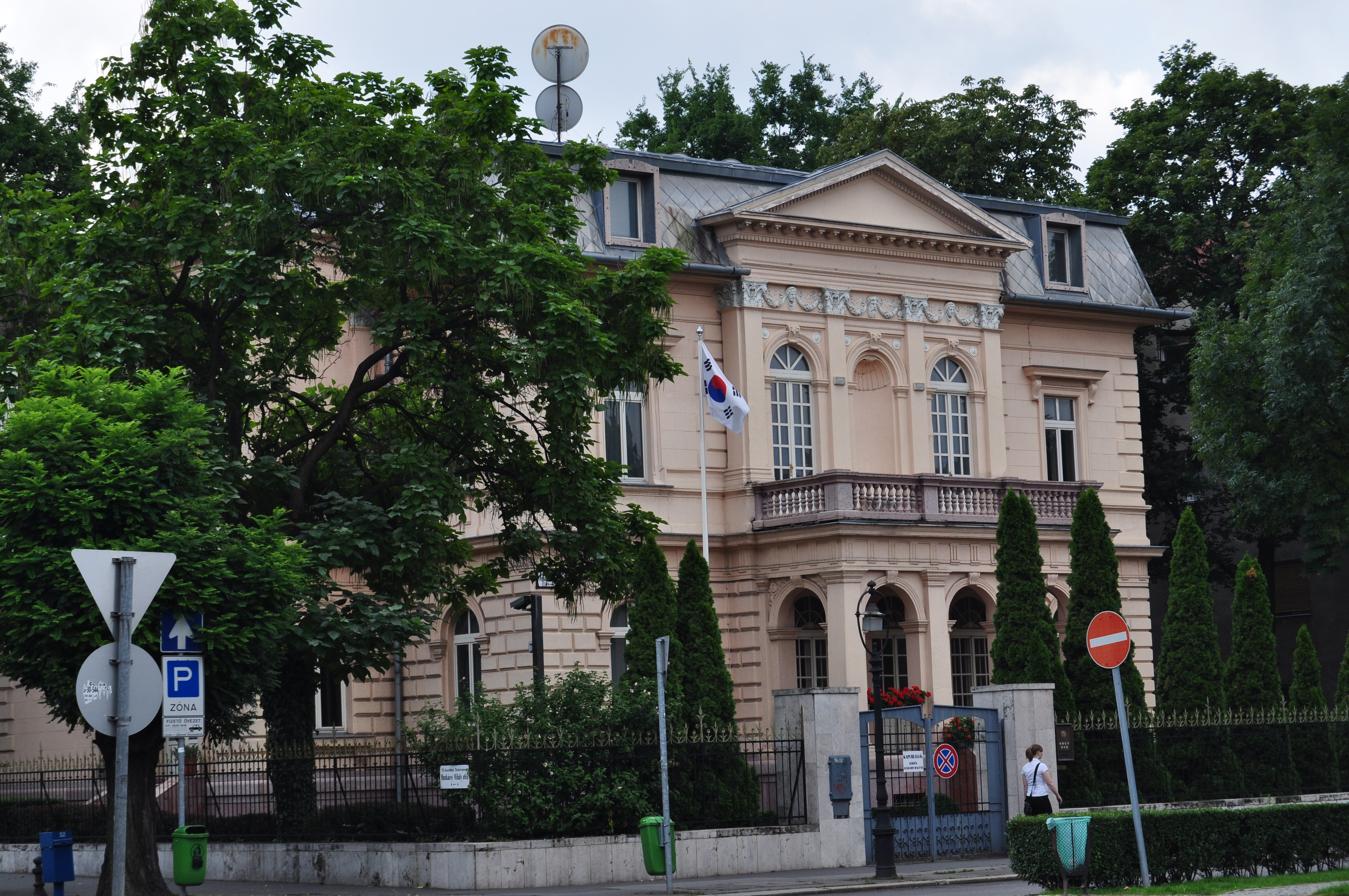
Dél-koreai nagykövetség Budapesten

Magyar részről a gulyáskommunizmus és a közelgő rendszerváltás, koreai részről No Theu (Noh Tae-woo) dél-koreai elnök nyitási politikájának köszönhető a diplomáciai viszonyok rendezése. Magyarország a keleti blokk országai közül elsőként vette fel a kapcsolatokat Dél-Koreával. A szerződést, ami megalapozta mindezt, 1988. szeptember 13-án írta alá a két ország képviselete.
Hivatalosan Magyarország (Magyar Népköztársaság) és Dél-Korea (Koreai Köztársaság) között 1989. január 29. óta van diplomáciai viszony, de a gyakrabban használják a jóval kerekebb, február elseji dátumot.
2006-ban egy észak-koreai diplomata családjával együtt a budapesti dél-koreai nagykövetségen kért politikai menedékjogot.
2007-re a két ország közötti áruforgalom értéke elérte a 450 milliárd forintot, megjelentek Magyarországon a nagyobb dél-koreai cégek, mint például a Samsung és a Hankook Tire. Magyarország egykori szöuli nagykövete, Lengyel Miklós az 1980-as években Magyarország phenjani nagyköveteként szolgált. Magyarország szöuli nagykövete 2018–2022 között Csoma Mózes volt, Dél-Korea budapesti nagykövete pedig Cshö Gjusik (Choi Gyu-sik).
2015 áprilisában Áder János köztársasági elnök dél-koreai látogatása során javaslatot tett egy Budapest–Szöul (Seoul) légi járat forgalomba állítására, és bejelentette, hogy a két ország közötti kapcsolat tovább fejlődhetne közös kutatások terén.

## Magyarország szöuli missziójának vezetői
- Etre Sándor (1989–1993)
- Németh Iván (1993–1998/1999)
- László Béla (1999–2003)
- Torzsa István (2003–2007)
- Lengyel Miklós (2007–2013)
- Csaba Gábor (2013–2018)
- Csoma Mózes (2018–2022)
- Szerdahelyi István (2022–)

## Dél-Korea budapesti missziójának vezetői
- Han Takcshe (Han Tak Chae) (1989. március 2.[11] – 1991 nyara)[12]
- Pak Jongu (Park Young-woo) (1991. szeptember 2.[13] – 1993)
- Cshö Szonghong (Choi Sung-hong) (1993. december 8.[14] – 1996)
- I Dzsongmu (Lee Chong-moo) (1996. április 2.[15] – 1998)
- Han Hvagil (Han Hwa-ghil)[16] (1998. szeptember 28.[17] – 2001)
- Szo Devon (Suh Dae-won) (2001. március 14.[18] – 2003)[19]
- I Hodzsin (Lee Ho-jin) (2003. június 2.[20] – 2006)[21]
- Om Szokcsong (Eom Seock-jeong) (2006. április 25.[22] – 2008)
- Szo Dzsongha (Suh Chung-ha) (2008. október 8.[23] – 2011)
- Nam Gvanphjo (Nam Kwan-pyo) (2011. szeptember[24] – 2014. október)[25]
- Im Gunhjong (Yim Geun-hyeong) (2014 ősze – 2018)
- Cshö Gjusik (Choi Gyu-sik) (2018 januárja[26] – 2020)
- Pak Csholmin (Park Cheol-min) (2020. december[27] – 2022. december?)
- Hong Gjudok (Hong Kyu-dok)[28] (2023. január 12.[29] –)